# WANDS (アルバム)
『WANDS』（ワンズ）は、日本のロックバンド、WANDSの1枚目のアルバム。当作品は、規格上はミニアルバムだが、公式サイトでは1stアルバムとされているので、ここでは公式通りにする。

## 解説
キーボード担当の大島康祐（現・大島こうすけ）在籍の1stミニアルバム。デビューシングル「寂しさは秋の色」以外は自作曲である。
発売前に『ホテルウーマン オリジナルサウンドトラック』のブックレット等で告知されていたアルバムタイトルは『WANDS1』であった。

## 売上記録
発売から約8ヶ月後の1993年2月15日付のオリコンウィークリーチャートで10位を記録した。翌週の2月22日付のランキングでも10位にランクインした。

## 批評
| 専門評論家によるレビュー | 専門評論家によるレビュー |
| レビュー・スコア         | レビュー・スコア         |
| 出典                     | 評価                     |
| ------------------------ | ------------------------ |
| CDジャーナル             | 肯定的                   |

CDジャーナルは、「若き新人ながら個々のキャリアは長い。そんな3人がファンクの要素とハードロックの要素という一人一人の要を合体させて、とても聴きやすいナンバーを作り出す。売れ線売れ線と騒がれているが、いい意味でも悪い意味でも等身大の実力に目を向けるべきだ。」と批評した。

## 収録曲
| 全作詞: 上杉昇。 |                           |           |                  |          |      |
| #                | タイトル                  | 作詞      | 作曲             | 編曲     | 時間 |
| 1.               | 「ふりむいて抱きしめて」  | 上杉昇    | 大島康祐         | 大島康祐 | 4:03 |
| 2.               | 「Cloudy Sky」            | 上杉昇    | 大島康祐         | 大島康祐 | 4:26 |
| 3.               | 「寂しさは秋の色」        | 上杉昇    | 栗林誠一郎       | 明石昌夫 | 4:43 |
| 4.               | 「もう 自分しか愛せない」 | 上杉昇    | 大島康祐         | 大島康祐 | 3:47 |
| 5.               | 「Good Sensation」        | 上杉昇    | 柴崎浩・大島康祐 | 大島康祐 | 4:53 |
| 6.               | 「この夢だけを…」         | 上杉昇    | 大島康祐         | 大島康祐 | 4:13 |
| 合計時間:        | 合計時間:                 | 合計時間: | 合計時間:        | 26:05    |      |

## 楽曲解説
- シングル収録曲の詳細は、各項目を参照。

1. ふりむいて抱きしめて
  - 2ndシングル。
2. Cloudy Sky
3. 寂しさは秋の色
  - 1stシングル。
  - 後に作曲した栗林が、1994年に発売されたアルバム『会わなくてもI Love You』でセルフカバーしている。
4. もう 自分しか愛せない
5. Good Sensation
  - 柴崎のギターソロから始まる作品。第2期のライブでは欠かさずレパートリーに加えられていた。
  - サビは移動中の車内でできたもので、サビだけが完成した状態のまま制作に移ったという。
  - 第1期メンバー全員の名前がクレジットされた最初の楽曲である。
6. この夢だけを…

## 参加ミュージシャン

### WANDS
- Vocal：上杉昇
- Guitar：柴崎浩
- Keyboards：大島康祐

### ゲストミュージシャン
- 岩切玲子